# RK Dinamo Pančevo
RK Dinamo je srpski rukometni klub iz Pančeva. Natječe se u Superligi Srbije.
Klub je osnovan 1948. godine, a u svojem cijelom postojanju klub je stvorio 34 reprezentativca.

## Povijest
Željeznički rukometni klub Dinamo Pančevo odigrao je prvu utakmicu 26. rujna 1948. godine u Nišu. Protivnik je bila ekipa Gimnastičkog društva Radnički Niš, a pobjedom su obilježili svoju prvu utakmicu s rezultatom 13:3. Navedeni dan se uzima i za datum osnivanja Rukometnog kluba Dinamo s obzirom na to da osnivačke skupštine nije bilo.
RK Dinamo Pančevo natjecao se u regionalnoj SEHA ligi u sezonama 2016./17. te 2017./18. koja im je ujedno bila i posljednja sezona u regionalnoj ligi gdje ostvaruju devetu poziciju s ukupno devet bodova u 18 utakmica, čime nisu ostvarili mogućnost igranja završnog turnira u Skoplju.

## Uspjesi
- Prvak Jugoslavije
  -  Prvak (2): 1955., 1957.
  -  Doprvak (2): 1970., 1982.
- Kup Jugoslavije
  -  Finalist (1): 1972.
- Kup Jugoslavije
  -  Prvak (1): 2009.

## Sezona 2018./19.

### Aktualni sastav
Aktualni sastav u sezoni 2018./19. sastojao se od 13 igrača iz Srbije.
| - Vratar - 12 Dušan Petrović - 33 Nikola Radovanović - Lijevo krilo - 19 Miloš Barudžić - 3 Aleksandar Pilipović - Desno krilo - 45 Pavle Banduka - Pivot - 9 Veselin Jelić - 55 Stefan Šaponjić | - Lijevi vanjski - 5 Milan Bunjevčević - 6 Branko Radanović - 11 Luka Jovanović - Srednji vanjski - 2 Petar Žujović - 7 Jovan Stojanović - Desni vanjski - 17 Ivan Distol |

### Stručni stožer
Stručni stožer kluba RK Dinamo Pančevo u sezoni 2018./19. sastoji se od tri trenera i dva zdravstvena radnika.
| Ime i prezime | Funckija        |
| ------------- | --------------- |
| Ivan Petrović | trener          |
| Josip Draslar | pomoćni trener  |
| Goran Belić   | trener golamana |
| Zoran Đurđev  | doktor          |
| Nataša Belić  | fizioterapeut   |

## Vanjske poveznice
- Službena stranica RK Dinamo Pančevo (srpski)
- Službena Facebook stranica RK Dinamo Pančevo (srpski)